# Kettering Bug
Kettering Bug – amerykański pocisk manewrujący o konstrukcji drewnianej z powłoką wykonaną z papier-mâché, zaprojektowany jako dalekosiężna „torpeda powietrza” (bomba latająca). Wyprodukowany pod koniec I wojny światowej, był prekursorem współczesnej amunicji tego rodzaju i pierwszym modelem takiej broni, który wszedł do produkcji seryjnej. Kettering Bug jest przyjętą nieoficjalną nazwą pocisku nazwanego oficjalnie Liberty Eagle.

## Historia
Idea „latających bomb” bądź też „torped powietrznych” przedstawiana była jako koncepcja operacyjna już przed I wojną światową. W 1915 roku w amerykańskiej prasie nazywano je urządzeniami, które prawdopodobnie zrewolucjonizują nowoczesny sposób prowadzenia walki, a pociski tego rodzaju określano mianem „dział przyszłości”. W broni tej dostrzegano wielki potencjał, olbrzymią wartość i ogromną siłę jako środek napadu powietrznego, a sam koncept użycia „bomb latających” czy „powietrznych torped” został opracowany niezależnie w kilku krajach.

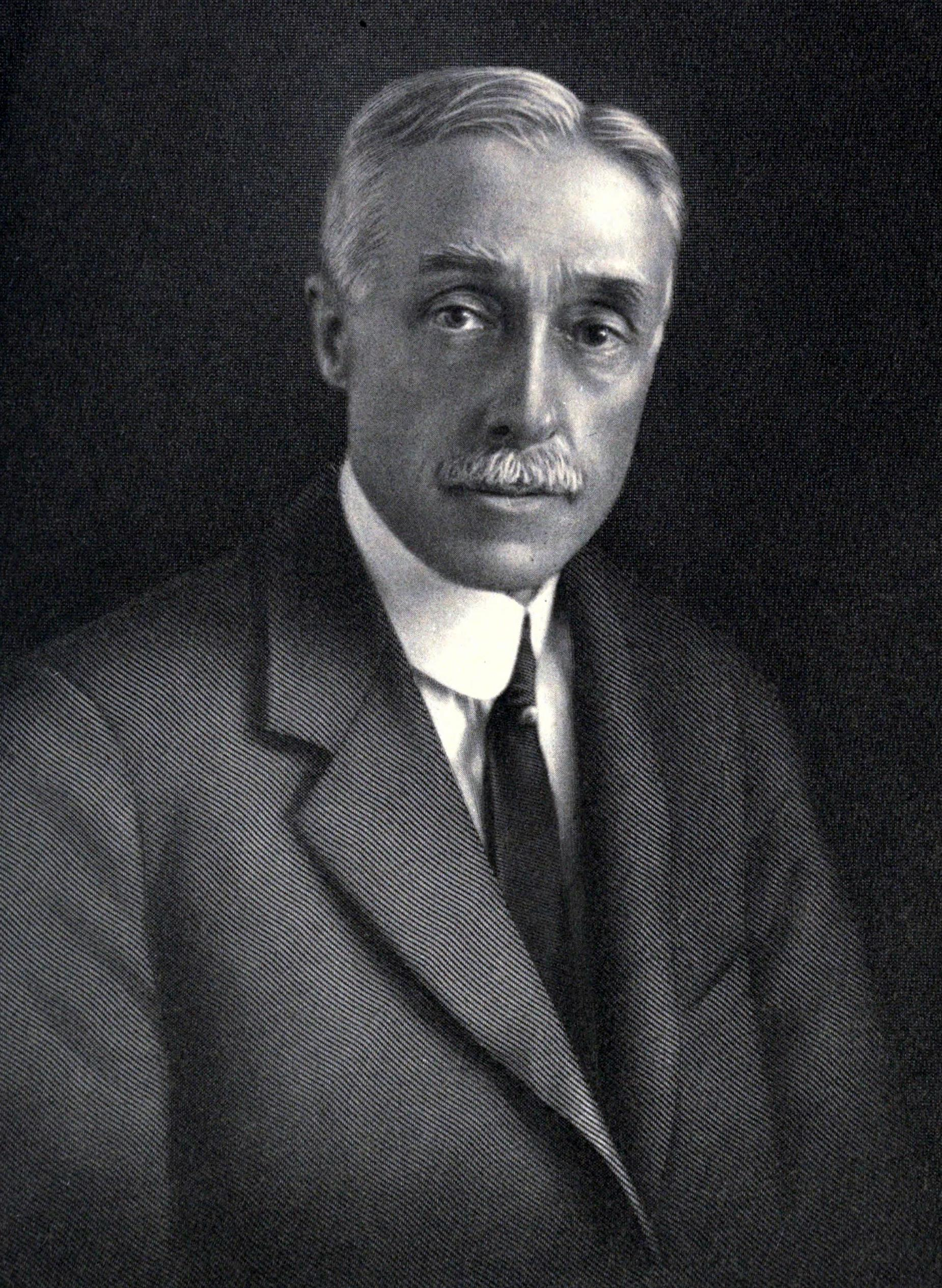
Elmer Ambrose Sperry

Technologią umożliwiającą wówczas konstrukcję tego rodzaju urządzeń było zastosowanie żyroskopów wbudowanych w ówczesne konstrukcje kadłubów lotniczych. Historycznie znane praktyczne próby budowy tego rodzaju broni zapoczątkowane zostały, gdy w 1915 roku amerykański inżynier Peter Hewitt, wynalazca wysokociśnieniowej lampy rtęciowej, podjął wspólne prace z Elmerem Sperrym i jego przedsiębiorstwem Sperry Gyroscope Company nad swoją „latającą bombą”. Wynalazcy ci wspólnie zaprojektowali i przetestowali automatyczny system kontroli, pomyślne wyniki tych prób skłoniły ich zaś do oficjalnej prezentacji układu. Po podjętej wkrótce nieudanej próbie zainteresowania wynalazkiem United States Army zwrócili się ze swoim pomysłem do United States Navy, która zgodziła się przeprowadzić oficjalne testy. 12 września 1916 roku przeprowadzono przed przedstawicielami US Navy pierwsze testy automatycznego układu kontroli, zamontowanego na przygotowanym do tego celu wodnosamolocie. Automatycznie kontrolowana maszyna wzniosła się na zaplanowany pułap, obrała właściwy kurs, przeleciała zaprogramowany dystans, zanurkowała i - gdyby nie interwencja znajdującego się na pokładzie samolotu Sperry’ego - uderzyłaby w ziemię jak zaplanowano.
Już w pierwszej dekadzie lotów z użyciem napędu silnikowego pomysł bezzałogowych, automatycznie kontrolowanych „latających bomb” rozważany były, poza Stanami Zjednoczonymi, w wielu krajach, zwłaszcza w Wielkiej Brytanii. Wkrótce po wybuchu wojny brytyjski Gabinet Wojenny zwrócił się do profesora Archibalda Lowa z wnioskiem o opracowanie dalmierza dla artylerii nadbrzeżnej. Projekt przerodził się jednak wkrótce w kontrolowaną za pomocą radia latającą bombę, której zadaniem było przechwytywanie niemieckich sterowców i ataki na cele naziemne. 21 marca 1917 roku Low zademonstrował opracowane przez siebie urządzenie wyższym oficerom brytyjskim, jednak pierwsza maszyna rozbiła się natychmiast po starcie, druga natomiast przeleciała niewielką odległość, po czym skierowała się w stronę obserwatorów, ulegając jednak rozbiciu niecałe 3 metry od Lowa i kontrolującego ją urządzenia radiowego. Mniej więcej w tym samym czasie Henry Folland – konstruktor myśliwca SE-5 – opracował inny projekt pocisku. Wybudowana przez Royal Aircraft Factory maszyna o rozpiętości skrzydeł 6-6,7 metra i wadze 227 kilogramów wyposażona w silnik o mocy 35 KM, w trzech podjętych w lipcu 1917 roku próbach nie potrafiła jednak oderwać się od ziemi, po czym projekt przerwano.
Rozwój konstrukcji latających bomb nabrał znacznego tempa z chwilą przystąpienia 6 kwietnia 1917 roku Stanów Zjednoczonych do I wojny światowej. Osiem dni później Naval Consulting Board zarekomendował przyznanie środków finansowych w wysokości 50 tysięcy dolarów na program oparty na konstrukcji Sperry’ego, a już w maju tego roku sekretarz marynarki Josephus Daniels zaaprobował wydzielenie 200 tysięcy dolarów na ten projekt. Przeprowadzone z wykorzystaniem wodnosamolotu Curtis N-9 eksperymenty nie zakończyły się jednak powodzeniem aż do 6 marca 1918 roku, kiedy latająca bomba przeleciała zaplanowane 1000 jardów (919,4 metra). Następne testy nie wykazały jednak dojrzałości konstrukcji, wojna zaś wkrótce dobiegła końca. Jej zakończenie nie spowodowało jednak porzucenia programu. 2 listopada 1918 roku marynarka zamówiła pięć samolotów od kompanii Witteman-Lewis, z których dwa wyposażyła w oryginalne urządzenia kontrolne Sperry’ego, trzy pozostałe zaś w urządzenia zmodyfikowane. Na skutek problemów między innymi ze stabilizacją pocisku program nie przyniósł jednak przełomu, toteż w 1922 roku został anulowany.
W międzyczasie jednak z nieco większymi sukcesami prowadziła swój program latających bomb armia, a niektóre z udanych lotów (mimo ich nieudanych zakończeń) automatycznie kontrolowanych latających bomb N-9 marynarki zrobiły wrażenie na obserwujących je przedstawicielach amerykańskich wojsk lądowych, w których skład wchodziły w tym czasie siły powietrzne. Armia Stanów Zjednoczonych powołała czteroosobowy zespół celem ustalenia możliwości pozyskania tego rodzaju broni. Podczas gdy trzech członków zespołu wypowiedziało się negatywnie o możliwości skonstruowania takiego urządzenia, Charles Kettering – wynalazca rozrusznika samochodowego, a później wiceprezydent General Motors – wniósł odmienny raport mniejszości, w wyniku czego Kettering otrzymał od armii kontrakt na opracowanie odpowiedniego urządzenia.

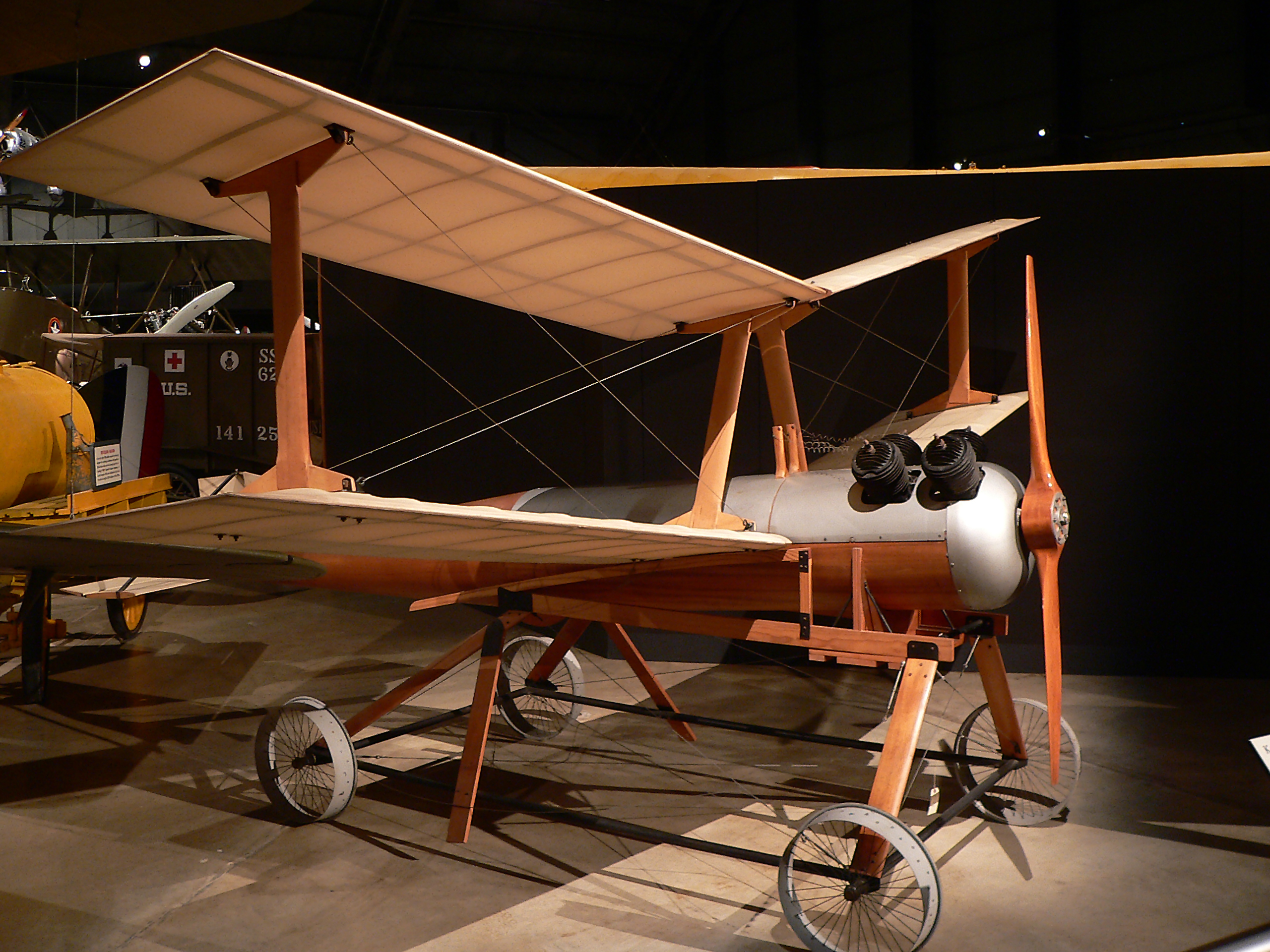
Kettering Bug w National Museum of the United States Air Force

Sformowana przez Katteringa grupa kilku przedsiębiorstw (w tym należącego do Sperry’ego oraz Orville Wright of Dayton Wright wywodzącą się z firmy założonej przez braci Wright) zaprojektowała mniejszą, prostszą w budowie i tańszą od maszyny marynarki latającą bombę. Maszyna pokryta była muślinem i brązowym papierem nasączonymi gliceryną i kreozotem. Celem zwiększenia stabilności Wright zarekomendował podniesienie końcówek skrzydeł o 10°, co po realizacji nadało maszynie charakterystyczny wygląd. Wkrótce też przyjęła się jego nieoficjalna nazwa „Kettering Bug”, mimo że oficjalnie nazywał się „Libery Eagle” („Orzeł Wolności”).
25 stycznia 1918 roku armia zamówiła 25 „insektów”, w przeciwieństwie jednak do marynarki, dla swojej maszyny armia nie przewidziała katapulty – Kettering Bug startował z czterokołowego wózka. Pierwsze loty nowej maszyny, pilotowanej tymczasem jeszcze przez pilota, odbyły się dopiero 19 lipca tego roku, pierwsze nieudane loty automatycznie kontrolowane dopiero zaś 14 września i 1 października. 2 października pocisk uniósł się w powietrze, ale tylko na dziewięć sekund, jednak w locie, który odbył się trzy dni później, maszyna utrzymała się w powietrzu 45 minut, przelatując przy tym 60 mil (96,5 km). Ogólnie więc oficerowie armii wyrażali zadowolenie z potencjału konstrukcji:

Ta nowa broń, która wykazała dziś swą praktyczność, wyznacza nowy etap ewolucji artylerii dla celów wojennych, podobnie jak – dla przykładu – wynalazek prochu w XIV wieku.

Obserwujący loty podpułkownik Bion Arnold rekomendował najwyższemu dowództwu natychmiastowe ustalenie wielkości produkcji, pozyskanie odpowiedniego pola testowego oraz poinformowanie wojsk własnych oraz sojuszniczych o istnieniu latających bomb. Wkrótce jednak wojna dobiegła końca, a amerykańska armia dysponowała 20 ukończonymi „insektami”, 5 płatowcami oraz 11 częściowo tylko skompletowanymi Bugami. Zakończenie wojny bynajmniej nie przerwało jednak testów nowej broni, które w dalszym ciągu kontynuowano, ponownie ze zmiennym powodzeniem. Nawet jednak szesnastomilowy automatycznie kontrolowany lot w jednej z prób nie mógł przysłonić tego, ze aż 10 z 14 prób tego czasu zakończyło się niepowodzeniem, toteż w marcu 1920 roku program został zakończony.
Jedynie 8 z ogółem 36 amerykańskich testów latających bomb Sperry’ego i Ketteringa zakończyło się sukcesem. Najważniejszymi przyczynami tego stanu była trudność przeprowadzania testów statków powietrznych, które nie były pilotowane przez człowieka, co utrudniało stwierdzenie rzeczywistych przyczyn niepowodzeń, niedoskonała konstrukcja aerodynamiczna samolotów i niedostateczna wciąż jeszcze wiedza inżynierska na temat aerodynamiki. Częściowo rozwiązywały ten problem testy latających bomb, w trakcie których samoloty były pilotowane przez znajdującego się w nich pilota, które pomogły uzyskać w późniejszym okresie pewne sukcesy, jednakże w niewystarczającym stopniu. Powodem niepowodzeń były także konstrukcje systemów kontroli oraz silników, które również nie zawsze pracowały zgodnie z oczekiwaniami. Armia nie zawsze była w stanie odzyskać uszkodzone bądź zniszczone urządzenia, co z jednej strony powodowało szybkie wyczerpywanie się dostępnych dla testów maszyn, z drugiej zaś często uniemożliwiało stwierdzenie przyczyn niezamierzonego rozbicia się urządzenia. Wszystko to powodowało, że kilku ludzi z wizją, dysponujących jedynie wiedzą i ograniczonymi zasobami, nie było w stanie przekształcić idei latających bomb w rzeczywistość. Idea ta przetrwała jednak przez następne lata.

## Konstrukcja
Kettering Bug był dwupłatowcem napędzanym 4-cylindrowym silnikiem spalinowym produkowanym masowo przez Ford Motor Company o mocy 34-45 KM, który napędzał dwułopatowe drewniane śmigło. Do budowy płatowca użyto drewna i papier-mâché. Samolot nie miał stałego podwozia, start odbywał się z wózka poruszającego się po torach. Lot odbywał się po kursie zaprogramowanym przed lotem, a po starcie mały kompas żyroskopowy prowadził samolot w kierunku celu. Przed startem programowany był dystans na jaki ma polecieć samolot, a po pokonaniu zaprogramowanej odległości wyłączany był silnik oraz składane skrzydła. W ten sposób urządzenie spadało na cel gdzie następowała detonacja 81 kilogramowej głowicy.